# Ranking FIFA da CAF
O Ranking FIFA da CAF é um sistema que classifica as seleções nacionais filiadas à Confederação Africana de Futebol (CAF), de acordo com suas respectivas classificações no Ranking Mundial da FIFA.

## Primeiro Ranking
O primeiro ranking da FIFA foi divulgado em 8 de agosto de 1993 e levou em conta os oito melhores resultados de cada equipe nos últimos 12 meses. A estreia abrangeu o período entre julho de 1992 e julho de 1993. A primeira seleção a liderar o ranking FIFA da CAF foi a Seleção Nigeriana.
Estas foram as 10 primeiras colocações do primeiro ranking da CAF elaborado pela FIFA:
| Posição | Posição Regional | Seleção         |
| ------- | ---------------- | --------------- |
| 17º     | 1º               | Nigéria         |
| 24º     | 2º               | Camarões        |
| 25º     | 3º               | Zâmbia          |
| 26º     | 4º               | Egito           |
| 29º     | 5º               | Costa do Marfim |
| 31º     | 6º               | Tunísia         |
| 33º     | 7º               | Marrocos        |
| 34º     | 8º               | Argélia         |
| 48º     | 9º               | Gana            |
| 50º     | 10º              | Zimbabwe        |

## Ranking
Atualizado em 16 de setembro de 2021
| Posição | Posição Regional | Seleção         | Pontos  |
| ------- | ---------------- | --------------- | ------- |
| 20º     | 1º               | Senegal         | 1555,37 |
| 25º     | 2º               | Tunísia         | 1526,87 |
| 30º     | 3º               | Argélia         | 1498,62 |
| 33º     | 4º               | Marrocos        | 1493,23 |
| 34º     | 5º               | Nigéria         | 1492,37 |
| 48º     | 6º               | Egito           | 1434,62 |
| 53º     | 7º               | Gana            | 1411,30 |
| 54º     | 8º               | Costa do Marfim | 1410,56 |
| 58º     | 9º               | Camarões        | 1404,46 |
| 61º     | 10º              | Mali            | 1396,52 |
| 62º     | 11º              | Burquina Fasso  | 1393,82 |
| 67º     | 12º              | RD Congo        | 1365,17 |
| 73º     | 13º              | África do Sul   | 1348,60 |
| 76º     | 14º              | Guiné           | 1326,09 |
| 77º     | 15º              | Cabo Verde      | 1314,19 |
| 82º     | 16º              | Benim           | 1290,81 |
| 85º     | 17º              | Zâmbia          | 1280,19 |
| 86º     | 18º              | Uganda          | 1279,85 |
| 88º     | 19º              | Gabão           | 1266,61 |
| 92º     | 20º              | Congo           | 1247,81 |
| 100º    | 21º              | Madagascar      | 1211,19 |
| 102º    | 22º              | Quénia          | 1205,12 |

## Equipe do ano da CAF
Equipe do ano é o título concedido à seleção africana que fecha o ano na primeira colocação do ranking regional, por vezes obtendo esse mesmo desempenho ao longo do período. A tabela abaixo relaciona as três primeiras posições de fechamento em cada ano.
| Ano  | Primeiro        | Segundo         | Terceiro        |
| ---- | --------------- | --------------- | --------------- |
| 1993 | Nigéria         | Camarões        | Egito           |
| 1994 | Nigéria         | Zâmbia          | Egito           |
| 1995 | Costa do Marfim | Tunísia         | Egito           |
| 1996 | África do Sul   | Zâmbia          | Tunísia         |
| 1997 | Marrocos        | Zâmbia          | Tunísia         |
| 1998 | Marrocos        | Tunísia         | África do Sul   |
| 1999 | Marrocos        | África do Sul   | Tunísia         |
| 2000 | África do Sul   | Tunísia         | Marrocos        |
| 2001 | Tunísia         | África do Sul   | Marrocos        |
| 2002 | Camarões        | Senegal         | Nigéria         |
| 2003 | Camarões        | Egito           | Senegal         |
| 2004 | Nigéria         | Camarões        | Senegal         |
| 2005 | Camarões        | Nigéria         | Tunísia         |
| 2006 | Nigéria         | Camarões        | Costa do Marfim |
| 2007 | Nigéria         | Camarões        | Guiné           |
| 2008 | Camarões        | Egito           | Nigéria         |
| 2009 | Camarões        | Costa do Marfim | Nigéria         |
| 2010 | Egito           | Gana            | Costa do Marfim |
| 2011 | Costa do Marfim | Gana            | Argélia         |
| 2012 | Costa do Marfim | Argélia         | Mali            |
| 2013 | Costa do Marfim | Gana            | Argélia         |
| 2014 | Argélia         | Tunísia         | Costa do Marfim |
| 2015 | Costa do Marfim | Argélia         | Gana            |
| 2016 | Senegal         | Costa do Marfim | Tunísia         |
| 2017 | Senegal         | Tunísia         | Egito           |
| 2018 | Tunísia         | Senegal         | Nigéria         |
| 2019 | Senegal         | Tunísia         | Nigéria         |
| 2020 | Senegal         | Tunísia         | Argélia         |

### Desempenho por nação
| Seleção         | Primeiro                          | Segundo                                       | Terceiro                          |
| --------------- | --------------------------------- | --------------------------------------------- | --------------------------------- |
| Camarões        | 5 (2002, 2003, 2005, 2008 e 2009) | 4 (1993, 2004, 2006 e 2007)                   | 0                                 |
| Costa do Marfim | 5 (1995, 2011, 2012, 2013 e 2015) | 2 (2009 e 2016)                               | 3 (2006, 2010 e 2014)             |
| Nigéria         | 5 (1993, 1994, 2004, 2006 e 2007) | 1 (2005)                                      | 5 (2002, 2008, 2009, 2018 e 2019) |
| Senegal         | 4 (2016, 2017, 2019 e 2020)       | 2 (2002 e 2018)                               | 2 (2003 e 2004)                   |
| Marrocos        | 3 (1997, 1998 e 1999)             | 0                                             | 2 (2000 e 2001)                   |
| Tunísia         | 2 (2001 e 2018)                   | 7 (1995, 1998, 2000, 2014, 2017, 2019 e 2020) | 5 (1996, 1997, 1999, 2005 e 2016) |
| África do Sul   | 2 (1996 e 2000)                   | 2 (1999 e 2001)                               | 1 (1998)                          |
| Egito           | 1 (2010)                          | 2 (2003 e 2008)                               | 4 (1993, 1994, 1995 e 2017)       |
| Argélia         | 1 (2014)                          | 2 (2012 e 2015)                               | 3 (2011, 2013 e 2020)             |
| Gana            | 0                                 | 3 (2010, 2011 e 2013)                         | 1 (2015)                          |
| Zâmbia          | 0                                 | 3 (1994, 1996 e 1997)                         | 0                                 |
| Guiné           | 0                                 | 0                                             | 1 (2007)                          |
| Mali            | 0                                 | 0                                             | 1 (2012)                          |